# Nanularia pygmaea
Nanularia pygmaea är en skalbaggsart som först beskrevs av Knull 1941.  Nanularia pygmaea ingår i släktet Nanularia och familjen praktbaggar. Inga underarter finns listade i Catalogue of Life.